# Notre-Dame-du-Nord
Pour les articles homonymes, voir Notre-Dame.
Notre-Dame-du-Nord est une municipalité du Québec située dans la MRC de Témiscamingue en Abitibi-Témiscamingue.

## Histoire
Son histoire débute avec l'arrivée d'un missionnaire résident à la Tête-du-Lac, en 1896.
La municipalité a été constituée le 23 septembre 1919 sous l'appellation de municipalité du canton de Nedelec-Partie-Sud. Elle est renommée municipalité de Notre-Dame-du-Nord, en 1928, en référence à sa situation au nord-est du lac Témiscamingue.
Notre-Dame-du-Nord a fêté son centenaire en 1996. Depuis l'arrivée du premier missionnaire résidant à la tête du lac en 1896, au début de la colonisation, beaucoup d'évènements sont venus marquer la vie de ses habitants.
Dès le départ, l'histoire de cette communauté se caractérise par les relations entre les différents groupes ethniques en présence: les Algonquins, les Canadiens-français et les Anglophones, d'origine écossaise et irlandaise.
Au fil des ans, la paroisse prend de l'ampleur. Un presbytère est construit en 1921 et l'église l'est en 1922 pour remplacer la chapelle de Tête-du-Lac. Tous deux été épargnés lors du Grand Feu de 1922.

## Géographie
- Superficie :74,76 km2
- Gentilé : Notre-Damien, Notre-Damienne

## Démographie
| 1991  | 1996  | 2001  | 2006  | 2011  | 2016  | 2021  |
| ----- | ----- | ----- | ----- | ----- | ----- | ----- |
| 1 245 | 1 250 | 1 124 | 1 116 | 1 075 | 1 052 | 1 090 |

## Administration
Les élections municipales se font en bloc pour le maire et les six conseillers.
| Notre-Dame-du-Nord Maires depuis 2001                                                                                |                            |         |          |
| Élection | Maire                      | Qualité | Résultat |
| 2001 | Fidèle Baril               |         | Voir     |
| 2005 | Aucun candidat à la mairie |         | Voir     |
| 2009 | Mychel Tremblay            |         | Voir     |
| 2013 | Alain Flageol              |         | Voir     |
| 2017 | Nico Gervais               |         | Voir     |
| 2021 | Nico Gervais               | Voir    |          |
| Élection partielle en italique Depuis 2005, les élections sont simultanées dans toutes les municipalités québécoises |                            |         |          |

## Site fossilifère
À Notre-Dame-du-Nord, le Centre thématique fossilifère du lac Témiscamingue met en valeur la période de l'Ordovicien-Silurien (entre -505 et -400 millions d'années).
|  |